# Олександра Грецька
Олександра — (грец. Αλεξάνδρα, серб. Александра/Aleksandra; 25 березня 1921, Афіни, Грецьке королівство — 30 січня 1993, Східний Сассекс, Велика Британія) — принцеса Греції і Данії, член дому Шлезвіг-Гольштейн-Зондербург-Глюксбургів за народженням, в шлюбі — королева-консорт Югославії.
Посмертна дочка царя Олександра I з Греції і його дружини Аспасії Манос, Олександра не входила до грецької королівської сім'ї до липня 1922 року, коли по велінню королеви Софії, був прийнятий закон, який заднім числом визнавав шлюби членів королівської сім'ї на не-династичній основі; в результаті, вона отримала ім'я Її Королівської Високості принцеси Олександри Греції і Данії.
Серйозна політична і військова криза, пов'язана з поразкою Греції проти Туреччини в Анатолії, поступово призвела до усунення і вигнання королівської сім'ї, починаючи з 1924 р. У Другій Грецькій Республіці дозволили залишитися єдиним членам династії, проте принцеса і її мати переїхали до Італії, разом із вдовуючою королевою Софією.
Після трьох років життя зі своєю бабусею по батьківській лінії, Олександра покинула Флоренцію, щоб продовжити своє навчання в Сполученому Королівстві, в той час як її мати оселилася в Венеції. Перебуваючи на відстані від своєї матері, принцеса захворіла, це підштовхнуло Аспасію примусити дочку покинути школу-інтернат, у якій вона навчалася.
Після відновлення свого дядька, короля Георга II, на Грецькому престолі в 1935 році, Олександра повернулася в свою рідну країну, але з початком греко-італійської війни, в 1940 році, була змушена разом з матір'ю, оселитися в Афінах. Вторгнення в Грецію державами Осі в квітні-травні 1941 року, призвело до їх переїзду в Сполучене Королівство. У Лондоні Олександра зустрілася з молодим королем Югославії Петром II, який також перебував у вигнанні після вторгнення в його країну німців.
Швидко Олександра і Петро II закохалися і планували одружитися. Однак, утворилась опозиція з Марії (мати Петра ІІ) і Югославського уряду у вигнанні, вони змусили пару відкласти весілля до 1944 року, коли вони, нарешті, одружилися. Рік потому, Олександра народила свого єдиного сина, Олександра, наслідного принца Югославії. Але щастя родини було недовгим: 29 листопада 1945, Маршал Тіто проголосив Соціалістичну Федеративну Республіку Югославії.
Скасування югославської монархії мало дуже серйозні наслідки для королівської родини. Залишившись без грошей й не в змозі адаптуватися до ролі простого громадянина, Петро II почав пити і заводити романи з іншими жінками. Розчарована поведінкою свого чоловіка Олександра впала в депресію і здійснила кілька спроб самогубства. Після смерті Петра II у 1970 році, здоров'я Олександри продовжувало погіршуватися. Королева Югославії померла від раку 30 січня 1993 року в Східному Сассексі, в Англії і була похована на Королівському цвинтарі в парку Татої в Греції, в 2013 році останки були перенесені до королівського Мавзолею Опленац.

## Біографія

### Народження, оточене інтригами

#### Питання про грецьку спадкоємність

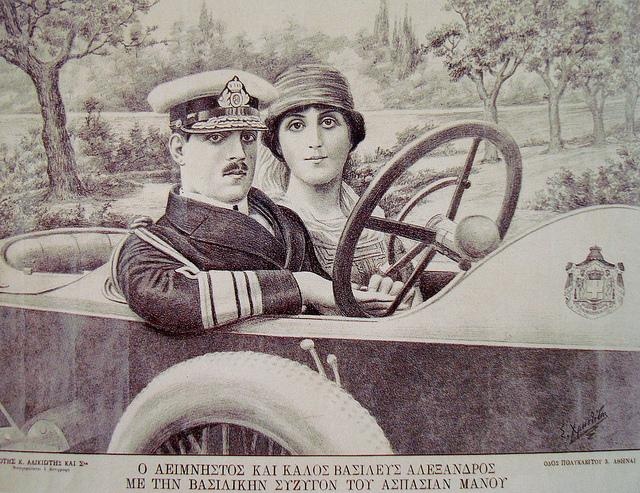
Король Греції Олександр І і Аспасія Манос

Принцеса Олександра народилася в складних умовах. За п'ять місяців до її народження, її батько, цар Олександр I, помер від сепсису після укусу мавпи, що сталося в садах Татої. Несподівана смерть монарха стала причиною серйозної політичної кризи в Греції, в той час, коли громадська думка вже була розділена подіями Першої світової війни та Греко-турецької війни. Через відсутність кандидата на престол, прем'єр-міністр Елефтеріос Венізелос незабаром був змушений піти на відновлення свого ворога, короля Костянтина I, 19 грудня 1920 року. Короткий період правління Олександра І офіційно розглядалося як регентство, його шлюб укладений без згоди батька, був технічно незаконним, недійсним, і посмертна дитина пари вважалася незаконнонародженою.
Останні місяці вагітності Аспасії були оточені інтригами. Поширились чутки: якщо вона народить хлопчика (який буде названий Філіпом, в честь батька Олександра Македонського), вона буде сповнена рішучості поставити його на престол. Правда чи ні, ця можливість турбувала грецьку королівську сім'ю. 25 березня 1921 року народилася дівчинка. Це було великим полегшенням для династії і король Костянтин I і його мати, вдовуюча королева Ольга погодилися бути хрещеними новонародженої.

#### Інтеграція в королівській родині
Олександра і Аспасія не отримали офіційного визнання: з юридичної точки зору, вони були простолюдинами без яких-небудь прав в королівській родині. Все змінилося з липня 1922 року, коли, під впливом королеви Софії, був прийнятий закон, який заднім числом визнавав шлюби членів королівської сім'ї, хоча і на не-династичній основі; так маленька принцеса отримала ім'я Королівська Високість Олександра, і титул принцеси Греції та Данії. Таким чином, народження Олександри стало легітимним, але так як шлюб був визнаний на не-династичній основі, її королівський статус був хитким ; проте, це запізніле визнання зробило можливим для неї укласти пізніше вигідний шлюб, який не був би можливий, якби вона була не більше, ніж дочкою морганатичної дружини короля.

### Дитинство у вигнанні
Незважаючи на ці позитивні зрушення, становище Олександри та її матері не поліпшувалося. Дійсно, Греція переживає ряд військових поразок від Туреччини, відбувається державний переворот, який незабаром змусив короля Костянтина I відректися від престолу на користь Георга II, 27 вересня 1922 року; 19 грудня 1923 року відбувся переворот, який змусив нового правителя покинути країну. 25 березня 1924 року була проголошена друга Грецька Республіка і, так як Аспасія і Олександра були тоді лише членами династії, їм дозволили залишитися в Греції.
На початку 1924 року, залишившись без грошей, Аспасія з дочкою вирішила стати на шлях вигнання. Дві принцеси знайшли притулок у королеви Софії, яка переїхала на віллу поблизу Флоренції, незабаром після смерті чоловіка 11 січня 1923 року.

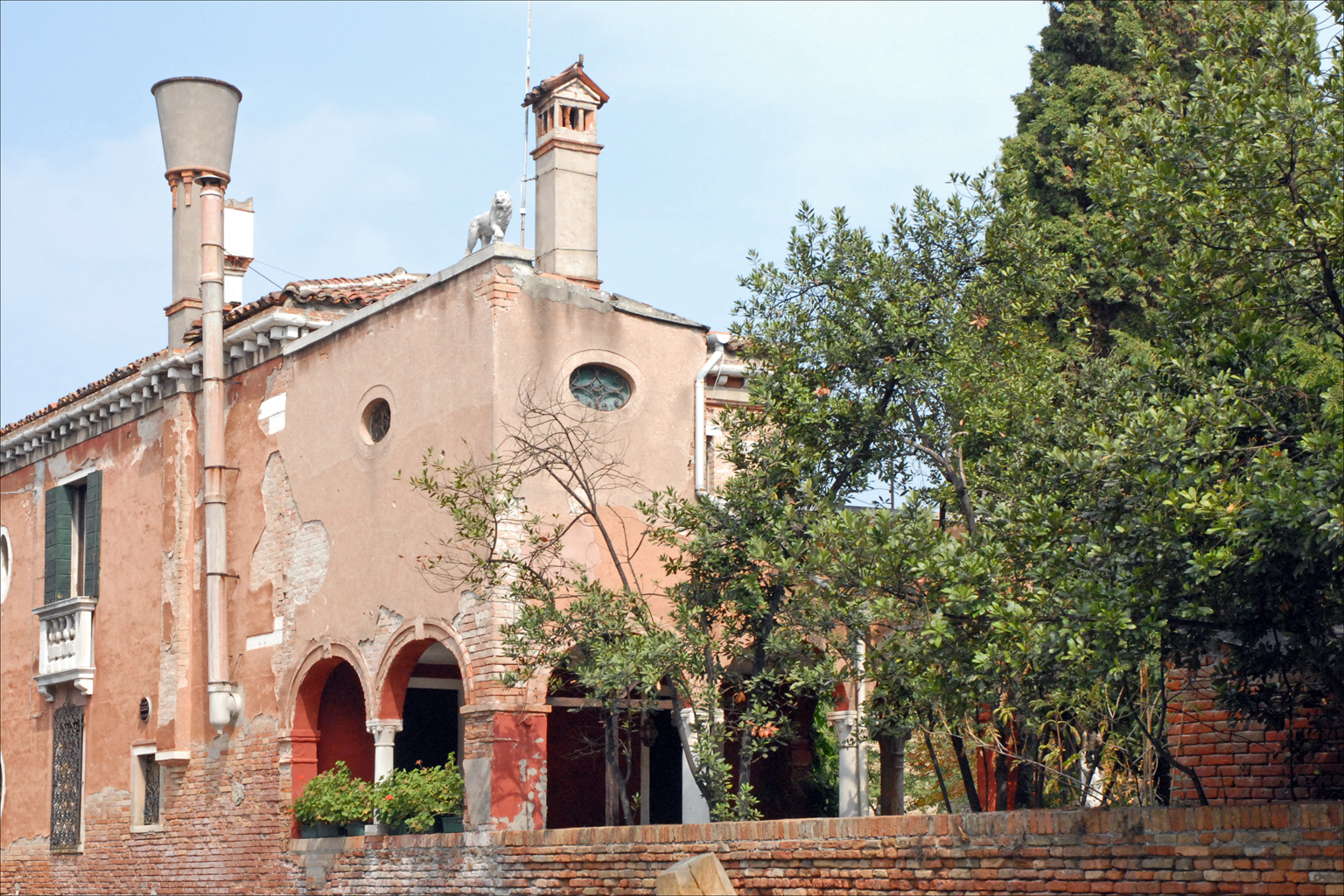
Райський сад, Венеція

У 1927 році Олександра і її мати переїхали в Аскоті, графство Беркшир, в Сполученому Королівстві. Там вони зустріли сера Джеймса Горліка, баронета, і його сім'ю, який переховував їх у своєму замку, недалеко від іподрому.
У сім років Олександра була зарахована в школу-інтернат. Однак, принцеса, відокремлена від своєї матері, перестала їсти і в підсумку захворіла на туберкульоз. Стривожена, Аспасія перевозе свою дочку до Швейцарії для лікування.  Пізніше, Олександра здобула освіту в паризькій школі, під час навчання вона і її мати зупинилися в готелі «Крійон».
Зрештою, дві принцеси оселилися на острові Джудекка у Венеції, де Аспасія придбала невеликий будинок з допомогою фінансової підтримки Горліка і власних заощаджень. Колишній будинок Керолайн Едем, двоюрідної тітки британського прем'єр-міністр Ентоні Іден, та 3.6 гектарів ландшафтних садів, прозвали «райський сад», який порадував грецьких принцес.

### Відновлення грецької монархії

#### Між Грецією і Венецією
У 1935 році, друга Грецька Республіка була скасована і Король Георг II (дядько Олександри), після референдуму, організованого генералом Георгіосом Кондилісом, був відновлений на троні. Олександрі тоді було дозволено повернутися в Грецію, де вона не була з 1924 року. Незважаючи на те, що вона продовжувала жити у Венеції з матір'ю, принцеса була запрошена на всі великі церемонії, які акцентували життя династії. У 1936 році, вона брала участь в офіційних церемоніях, які ознаменували перепоховання в Татої останків короля Костянтина I, королеви Софії і вдови королеви Ольги, всі троє померли в еміграції в Італії. Два роки потому, в 1938 році, вона була запрошена на весілля свого дядька, Павла І, з принцесою Фредерікою Ганноверською. Незважаючи на свою участь в обрядах, на той момент Олександра зрозуміла, що вона не була повноправним членом Європейської королівської сім'ї, і що її мати повинна була претендувати на частку спадщини бабусі і дідуся по батьківській лінії Олександри.

### Друга Світова війна

#### З Венеції до Лондона
Початок Греко-італійської війни 28 жовтня 1940 року змусив Олександру і її мати залишити Венецію і фашистську Італію. Вони оселилися з іншими членами королівської сім'ї в Афінах. Готові служити своїй країні в цей важкий момент, обидві принцеси та інші жінки королівської сім'ї стали медсестрами. 6 квітня 1941 року, після кількох місяців переможних битв, Греція була поступово захоплена військами фашистської Німеччини. Олександра і більшість членів королівської сім'ї покинули країну 22 квітня. Після короткого перебування на Криті, де відбулося німецьке бомбардування, грецька королівська сім'я вирушила до Єгипту і Південної Африки.
У той час як деякі члени королівської сім'ї були змушені залишатись в Південній Африці, Олександра і її мати отримали дозвіл короля Георга II і британського уряду переїхати до Сполученого Королівства. Вони прибули в Ліверпуль восени 1941 року і оселився в Лондоні в районі Мейфер. В англійській столиці, грецькі принцеси відновили свою діяльність в Червоному Хресті. Вони були постійними гостями герцогині Кент і майбутнього герцога Единбурзького, який, за чутками, був заручений з Олександрою.

#### Кохання і шлюб
У 1942 році, Принцеса зустріла свого чотириюрідного брата, короля Югославії Петра II. Цей 19-річний правитель жив у вигнанні в Лондоні після вторгнення в його країну державами Осі 6 квітня 1941 року. Вони закохалися один в одного і вирішили одружитися. Принцеса Аспасія дуже раділа цьому майбутньому союзу, однак різке протистояння королеви-матері Марії (мати Петра ІІ) і Югославського уряду у вигнанні, який вважав непристойним святкувати весілля під час окупації Югославії, на час запобігли їхньому шлюбу. Протягом двох років, закохані зустрічалися лише в резиденції герцогині Кентської.
Після короткого перебування Петра II в Каїрі, Єгипет, пара, нарешті, одружилися 20 березня 1944 року. Церемонію було проведено в Югославському посольстві в Лондоні. У зв'язку з обмеженнями через війну, Олександра була одягнена у весільну сукню, яку їй позичила леді Мері Лігон, дружина князя Росії Всеволода Івановича. Мати короля відмовилася від участі у церемонії. Серед гостей були присутні чотири діючі монархи (король Сполученого королівства Великої Британії Георг VI, король Греці Георг II, король Норвегії Гокон VII і королева Нідерландів Вільгельміна), а також кілька інших членів європейських королівських родин, в тому числі два брати нареченого (Князі Югославії Томіслав і Ендрю), мати нареченої, королева-консорт Сполученого Королівства, Єлизавета

#### Народження наслідного принца Олександра
17 липня 1945 року Олександра народила спадкоємця, якого було названо Олександром на честь його двох дідів, Олександра I Карагіоргієвича і короля Греці Олександра І. Пологи проходили в кімнаті 212 у готелі Клерідж, Брук-стрит, Лондон. Згідно із законом про престолонаслідування югославського королівства, майбутній король повинен народжуватися виключно на югославської території. Тому, 17 липня номер готелю на день був проголошений територією Югославії; це був єдиний раз, що Олександра формально була у Югославії як королева-консорт. Через деякий час, новонароджений кронпринц був хрещений сербським патріархом Гаврилом V в Вестмінстерському абатстві, король Георг VI і його старша дочка (майбутня королева Єлизавета II), виступили хрещеними батьками.
Однак урочистості з нагоди народження наслідного принца, тривали недовго. Менше ніж через вісім місяців після вступу в коаліційний уряд, Мілан Грол і Іван Шубашич залишили свої посади віце-прем'єр-міністра (18 серпня) і міністра закордонних справ (8 жовтня), щоб відзначити свою політичну незгоду з маршалом Тіто. Зіткнувшись із зростанням комуністів, король Петро II вирішив, відкликати свою довіру з боку Регентської Ради і відновити всі свої суверенні прерогативи в Югославії (8 серпня). Ввідповідь Тіто була швидкою: комуністичний диктатор виключив королівську сім'ю із цивільного списку.
29 листопада 1945, на першому засіданні комуністів, Установчі збори проголосували за негайне скасування монархії і було проголошено утворення Соціалістичної Федеративної Республіки Югославії.

### Подружні проблеми і спроби самогубства

#### Фінансові і подружні проблеми
Без доходів і будь-якої перспективи повернення в Югославію Петро II і Олександра вирішили залишити готель Клерідж і переїхати в особняк в містечку Раннімід. Не отримуючи підтримки від британського уряду, вони оселилися на деякий час у Франції, а потім в Швейцарії. В кінцевому підсумку вони залишили Європу і в 1949 році оселилися в Нью-Йорку, де колишній король сподівався завершити фінансовий проект. Перебуваючи у скрутному становищі пара була змушена продати коштовності Олександри, щоб розплатитися зі своїми накопиченими боргами
У США, Петро II був не в змозі адаптуватися до повсякденного життя звичайного громадянина, він поступово почав схилятися до алкоголізму, і заводити романи з іншими жінками. У свою чергу, любов Олександри до чоловіка перетворилася в одержимість. Через схильність до анорексії протягом багатьох років, у неї розвинулася дисморфофобія. Влітку 1950 року під час візиту до своєї матері у Венеції вона зробила свою першу спробу самогубства.
Відносини королівської пари ставали дедалі гіршими. Олександра використовувала сина, щоб чинити тиск на чоловіка і дитина була свідком дуже жорстоких сцен між батьками. Завдяки втручанню його бабусі по материнській лінії, 4-річний кронпринц Олександр був відправлений до Італії, щоб жити з графом і графинею Робілант, друзями королівського подружжя.

#### Спроба розлучення і залагодження стосунків
1952 рік ознаменувася подальшими фінансовими проблемами через невдалі спроби інвестицій Петра та викиднем в Олександри. Подружжя повернулося до Франції, однак справи не покращились. У 1953 році Олександра зробила ще одну спробу самогубства в Парижі, вона вижила завдяки телефонному дзвінку від її тітки, королеви Фредеріки. Втомившись від психічної нестабільності дружини, Петро II нарешті розпочав процес розлучення у французьких судах. Однак втручання його сина змусило його відмовитися від своїх намірів.
Подружжя помирилося, проте, потреба в грошах продовжувала відчуватися. З допомогою примарної авторки Олександра написала автобіографію «Заради любові короля», опубліковану в 1956 році. В 1959 році, після відносного успіху книги, Олександра написала в співавторстві другу книгу, на цей раз про її двоюрідного брата, герцога Единбурзького. Попри свою тривіальність, ця книга викликала розрив з британською королівською сім'єю.
Пара переїхала в Канни, однак примирення королівського подружжя остаточно зіпсувалося, і Петро II повернувся жити в Сполучені Штати. У 1963 році Олександра зробила ще одну спробу самогубства у Венеції. Врятував її син, кронпринц Олександр, після чого вона провела тривалий період одужання у своєї сестри принцеси Маргарити Баденської (дружина брата Петра II принца Томіслава). Після відновлення, Олександра знову помирилися з Петром II і пара повернулася жити у французьку столицю в 1967 році. Але, як і раніше, примирення було тимчасовим, і незабаром Петро II повернувся на постійне місце проживання в Сполучені Штати, в той час як Олександра оселилася в резиденції її матері.

### Останні роки життя
Петро II помер 3 листопада 1970 року в Делавері, США, під час спроби пересадки печінки. Його останки були поховані в монастирській церкві Сен-Сава в Лібертівіллі, штат Іллінойс. Через відсутність коштів, Олександра не була присутня на церемонії.
Два роки потому, 1 липня 1972 року, наслідний принц Югославії Олександр одружився з принцесою Марією-да-Глорією Орлеан-Браганса, проте Олександра не була присутня на весіллі.
7 серпня 1972 року, мати Олександри принцеса Аспасія померла. Тепер одна, вона, врешті-решт, продала Едемський сад в 1979 році і повернулася до Великої Британії у зв'язку з проблемами зі здоров'ям. Вона померла від раку в Берджесс Хілл, Західний Сассекс, 30 січня 1993.
Поховальна церемонія Олександри відбулася у Лондоні, в присутності її сина, трьох її онуків (наслідний принц Петро, принц Філіп і принц Олександр) і декількох членів грецької королівської сім'ї, в тому числі колишнього короля Костянтина II. Саму її було поховано у Греції, поруч з матір'ю.
26 травня 2013 року, останки Олександри були передані до Сербії для перепоховання в склепі королівського Мавзолею в Опленац, разом з кількома іншими членами королівської родини.